# Die! Die! Die!
Die! Die! Die! est un groupe néo-zélandais de rock qui joue une musique entre le post-punk et le garage rock associée à des éléments plus mélodique et plus pop,. Le groupe a à son actif cinq albums ainsi que plusieurs singles et est réputé pour ses prestations scéniques,,.

## Biographie
Le groupe se forme à Dunedin, en 2003 sur les cendres de deux groupes de lycée nommés Carriage H et Rawer. À ses débuts Die! Die! Die! est un trio composé de Andrew Wilson, à la guitare et au chant, de Michael Prain à la batterie et de Henry Olliver à la basse. 
Après un premier EP éponyme publié en 2005, leur premier album, lui aussi éponyme, est publié en 2006 par SAF Records. Il a été enregistré et mixé à Chicago par Steve Albini et reçoit un peu d'écho en dehors de leur pays natal,.
Ils publient en 2008 l'album Promises Promises. Ce deuxième album reçoit des avis positif dans la presse musicale internationale, le NME lui attribuant par exemple la note de 8 sur 10. Cet album permet aussi au groupe d'élargir son auditoire en dehors de son pays d'origine notamment en Europe et aux États-Unis et de réaliser de nombreux concerts ,. Cette année-là, le groupe joue au festival South by Southwest  à Austin.
En 2010, Form, leur troisième album est publié sur le label néo-zélandais Flying Nun Records et en Europe par le label allemand Golden Antenna. L'album se classe quelques semaines dans les meilleures ventes d'albums en Nouvelle-Zélande,. Le groupe propose sur ce disque une musique plus mélodique, plus pop et moins abrasive que sur les précédents enregistrements,. La sortie de cet album est suivie d'une nouvelle tournée qui, outre la Nouvelle-Zélande et l'Australie, passe par les États-Unis, l'Europe,, le Japon et la Chine,. L'album sera nommé dans la catégorie "Best Alternative Album" lors de la 46e édition des New Zealand Music Awards en 2011.
Au mois de mars 2012 la vidéo du morceau Oblivious Oblivion est publiée, elle précède la sortie le 6 juillet 2012 de l'album Harmony,. Le disque a été enregistré au printemps 2011 en France au Studio Black Box et voit l'arrivée de Michael Logie en tant que nouveau bassiste. Une longue tournée passant par l'Europe l’Amérique du nord et l'Asie suit la sortie de ce disque.
En mars 2014 le groupe dévoile le titre Crystal, qui précède la publication d'un album baptisé SWIM le 15 août 2014,. 2015 voit la sortie de What Did You Expect un EP enregistré et mixé par Rory Attwell (en), depuis l'enregistrement de ce Ep Rory Attwell remplace Michael Logie à la basse.
Charm. Offensive, le sixième album du groupe, sort en 2017.
En plus de ses nombreuses tournées le groupe a joué en première partie pour des groupes tels que : Franz Ferdinand, Wire, Slint ou Wolfmother